# 273 Atropos
A 273 Atropos a Naprendszer kisbolygóövében található aszteroida. Johann Palisa fedezte fel 1888. március 8-án.